# چزاره پراندلی
چزاره پراندلی (به ایتالیایی: Cesare Prandelli) (زادهٔ ۱۹ آگوست ۱۹۵۷ در ارتزینوئوی، استان برشا) از بازیکنان سابق و مربیان بازنشسته فوتبال اهل ایتالیا می‌باشد.

## دوران بازیکنی
وی بسیار علاقه‌مند به بازی فوتبال بود و در سن ۱۷ سالگی به عضویت تیم کرمونزه درآمد.
پس از درخشش، قراردادی یک ساله با تیم آتالانتا بست و در سال ۱۹۷۸ با پیراهن این تیم به میدان رفت. پراندلی از سال ۱۹۷۹ به مدت ۶ سال به عضویت تیم یوونتوس درآمد و برای این تیم ۸۹ بار به میدان رفت.
در سال ۱۹۸۵ مجدداً به آتالانتا پیوست و تا سال ۱۹۹۰ مجموعاً ۱۱۹ بار برای این تیم بازی کرد.
پراندلی در مجموع در ۱۹۷ بازی در سری آ به میدان رفته‌است.

## دوران مربیگری

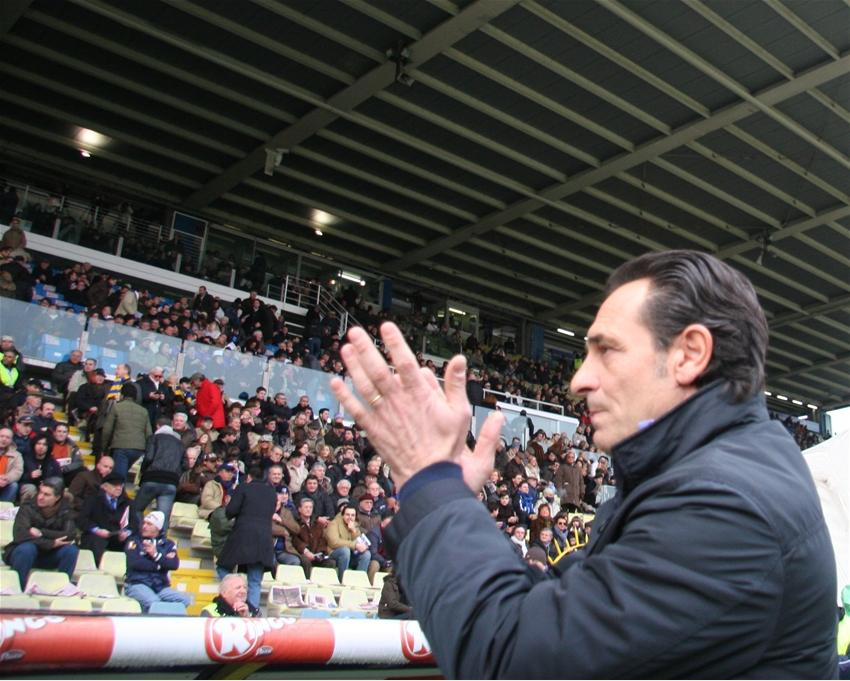
چزاره پراندلی در در جمع تماشاگرها در سال 2008

چزاره پراندلی پس از خداحافظی از فوتبال به مربیگری رو آورد و اولین تجربه خود را به عنوان مربی جوانان و پس از آن بزرگسالان تیم آتالانتا کسب کرد.
همچنین در کارنامه وی، سابقهٔ مربیگری تیم‌های لچه، هلاس ورونا، ونتزیا، پارما، آ.اس. رم، فیورنتینا، گالاتاسرای، والنسیا و النصر امارات به چشم می‌خورد.
با کنار رفتن مارچلو لیپی از سمت سرمربی‌گری تیم ملی ایتالیا پس از جام جهانی ۲۰۱۰، فدراسیون فوتبال این کشور در این سال سکان هدایت این تیم را به چزاره پراندلی سپرد.
او تیم ملی ایتالیا را در مسابقات جام ملت‌های اروپا ۲۰۱۲ به مقام نایب قهرمانی رساند. وی پس از حذف ایتالیا در مرحلهٔ گروهی جام جهانی فوتبال ۲۰۱۴ از سمت خود به عنوان سرمربی این تیم استعفا داد.
وی در سال ۲۰۲۱ از دنیا مربی گری خداحافظی نمود .

## افتخارات
بازیکن
 کرمونزه
- سری سی: ۷۷–۱۹۷۶

 یوونتوس
- سری آ: ۸۱–۱۹۸۰، ۸۲–۱۹۸۱، ۸۴–۱۹۸۳
- کوپا ایتالیا: ۸۳–۱۹۸۲
- لیگ قهرمانان اروپا: ۸۵–۱۹۸۴
- جام برندگان جام اروپا: ۸۴–۱۹۸۳
- سوپرجام اروپا: ۱۹۸۴

مربی
 تیم ملی ایتالیا
- جام ملت‌های اروپا: ۲۰۱۲ – نایب قهرمانی
- جام کنفدراسیون‌ها: ۲۰۱۳ – سومی

 هلاس ورونا
- سری بی: ۹۹–۱۹۹۸ اول – صعود به سری آ

 ونتزیا
- سری بی: ۰۱–۲۰۰۰ چهارم – صعود به سری آ

فردی
- مربی سال سری آ: ۰۸–۲۰۰۷ در فیورنتینا
- نیمکت طلایی سری آ: ۰۶–۲۰۰۵، ۰۷–۲۰۰۶ در فیورنتینا